# New Hampton (Missouri)
New Hampton és una població dels Estats Units a l'estat de Missouri. Segons el cens del 2000 tenia 349 habitants.

## Demografia
Segons el cens del 2000, New Hampton tenia 349 habitants, 142 habitatges, i 92 famílies. La densitat de població era de 192,5 habitants per km².
Dels 142 habitatges en un 26,1% hi vivien nens de menys de 18 anys, en un 54,9% hi vivien parelles casades, en un 6,3% dones solteres, i en un 35,2% no eren unitats familiars. En el 31% dels habitatges hi vivien persones soles el 16,9% de les quals corresponia a persones de 65 anys o més que vivien soles. El nombre mitjà de persones vivint en cada habitatge era de 2,46 i el nombre mitjà de persones que vivien en cada família era de 3,12.
Per edats la població es repartia de la següent manera: un 26,4% tenia menys de 18 anys, un 8% entre 18 i 24, un 25,8% entre 25 i 44, un 19,8% de 45 a 60 i un 20,1% 65 anys o més.
L'edat mediana era de 40 anys. Per cada 100 dones de 18 o més anys hi havia 93,2 homes.
La renda mediana per habitatge era de 32.917 $ i la renda mediana per família de 40.536 $. Els homes tenien una renda mediana de 23.125 $ mentre que les dones 16.136 $. La renda per capita de la població era de 13.450 $. Entorn del 4,4% de les famílies i el 10,9% de la població estaven per davall del llindar de pobresa.

## Poblacions més properes
El següent diagrama mostra les poblacions més properes.